# Campeonato Europeo de Vóley Playa de 2015
El XXIII Campeonato Europeo de Vóley Playa se celebró en Klagenfurt (Austria) entre el 28 de julio y el 2 de agosto de 2015 bajo la organización de la Confederación Europea de Voleibol (CEV) y la Federación Austríaca de Voleibol.
Las competiciones se realizaron en un estadio construido temporalmente sobre la playa del lago Wörthersee.

## Medallistas
| Evento            | Oro                                        | Plata                                           | Bronce                                                   |
| ----------------- | ------------------------------------------ | ----------------------------------------------- | -------------------------------------------------------- |
| Masculino (02.08) | Aleksandrs Samoilovs Jānis Šmēdiņš Letonia | Alex Ranghieri · Adrian Carambula · Italia      | Reinder Nummerdor · Christiaan Varenhorst · Países Bajos |
| Femenino (01.08)  | Laura Ludwig · Kira Walkenhorst · Alemania | Yevgueniya Ukolova · Yekaterina Birlova · Rusia | Kinga Kołosińska · Monika Brzostek · Polonia             |

## Medallero
| Núm. | País         | Oro | Plata | Bronce | Total |
| ---- | ------------ | --- | ----- | ------ | ----- |
| 1    | Alemania     | 1   | 0     | 0      | 1     |
| 1    | Letonia      | 1   | 0     | 0      | 1     |
| 3    | Italia       | 0   | 1     | 0      | 1     |
| 3    | Rusia        | 0   | 1     | 0      | 1     |
| 5    | Países Bajos | 0   | 0     | 1      | 1     |
| 5    | Polonia      | 0   | 0     | 1      | 1     |
|      | TOTAL        | 2   | 2     | 2      | 6     |